# Conte
Conte (feminin contesă, în germană Graf, în maghiară grof) este un titlu nobiliar care a fost acordat în majoritatea țărilor europene. 

## Origine
Formele din germana veche grafio și gravo derivă probabil de la cuvântul graffio din latina medievală și de la cuvântul grapheus din greaca veche care are întelesul de „scrib”. Termenul latin comes, de la care pleacă majoritatea celorlalte versiuni lingvistice (comté/comtesse în franceză, count/countesse în engleză, conte/contessa în italiană, conde/condesa în spaniolă etc.) înseamnă literal „însoțitor” (al regelui). În epoca romană târzie, comes largitionum denumea un înalt funcționar financiar imperial (trezorier).

## Funcția ca origine a titlului nobiliar
În regatul merovingian și în regatul franc, contele era un funcționar regal care exercita drepturi suverane regale într-o diviziune administrativă numită comitat respectiv gau. Carol cel Mare a înlăturat rămășițele vechilor ducatelor înființând ca nouă structură administrativă comitatul. Administrația din imperiu se afla (așa cum era deja parțial în perioada merovingiană) în mâinile conților. Aceștia acționau nu numai ca lideri militari ci și ca funcționari regali în exercitarea autorității regale. În anumite teritorii conții erau reprezentanții puterii regale (în margrafiate, cetăți fortificate și palatinate). Margrafii au căpătat o importanță deosebită, funcția lor grupând mai multe competențe în noile mărci de la frontieră, unde beneficiau de drepturi speciale extinse.
Transferul funcțiilor și bunurilor către familiile nobiliare selectate a asigurat loialitatea acestora fiind fondată astfel o nouă aristocrație imperială care participa la guvernare. În timpul lui Carol cel Mare funcțiile nu erau moștenite, ci conferite. Așa-numiții mesageri ai regelui (missi dominici) erau meniți creșterii eficienței guvernării imperiului multietnic. Aceștia erau trimiși în perechi, un mesager laic și unul spiritual (de obicei un conte și un episcop) pentru a pune în aplicare instrucțiunile și decretele, pentru a colecta taxele, dar și pentru a demonstra prezența regală și a inspecta situația existentă în teritoriu. Ei puteau, dacă era necesar, să exercite autoritatea directă și să emită judecăți în districtul alocat. Tot aceștia erau cei față de care toți bărbații rezidenți în regat, cu vârsta de cel puțin doisprezece ani, au depus jurământul de credință datorat regelui (în anii 789 și 802) pentru a asigura loialitatea supușilor. Chiar și mai târziu, conții au rămas reprezentanți ai regelui în anumite regiuni ale imperiului, în palatinate regale sau mai târziu în cetățile imperiale și teritoriile acestora. De regulă acești „conți funcționari” proveneau din nobilimea francă (după alipirea teritoriilor șvabe, bavareze și saxone la teritoriile francilor) numiți Edelfrei (nobili liberi). De obicei, ei aveau proprietăți extinse (alodii) în comitatul în care își exercitau funcția, ceea ce le facilita exercitarea atribuțiilor lor oficiale. Inițial contele a fost înzestrat cu dreptul de a constitui armată și cu competență judecătorească, primind ulterior și independență financiară și administrativă. Constituția comitatelor din Imperiul Franc a fost preluată nu numai în statele sale succesoare Germania, Franța și Italia, ci și în Anglia (county), Spania și Ungaria (Komitat).
Încă de la început a existat o tendință către moștenirea ereditară a funcției, conții fiind frecvent aleși din rândul nobilimii locale. Un rege trebuia să aibă motive întemeiate pentru a împiedica fiul unui conte să-i succedă tatălui său. Datorită accentuării caracterului ereditar al funcției și al integrării ei în structura feudală, începând din timpul dinastiei Ottoniene sensul titlului de conte s-a transformat trecând de la cel al funcției inițiale la cel al drepturilor pe care un nobil le exercita într-un teritoriu. Prin schimbul, vânzarea și împărțirea moștenirilor, drepturile conților au fost tratate din ce în ce mai mult ca un „drept privat”, iar granița dintre autoritatea oficială și proprietatea privată s-a estompat. Acestă evoluție este indicată de schimbarea denumirii comitatului în care a început să prevaleze numele reședinței principale a contelui în locul numelui inițial al regiunii (Reichsgau). În Evul Mediu clasic majoritatea comitatelor, și odată cu ele drepturile asociate lor, au intrat sub controlul unor familii nobiliare sau al unor familii provenite din categoria celor care deținuseră statutul de funcționar de curte (Ministerialis) ori al ducilor deveniți deja puternici. Salienii au încercat, fără succes de durată, să realizeze reorganizarea comitatelor prin intermediul nobilimii care deținea statutul de funcționar regal. Așadar, administrarea comitatului și titlul asociat acestuia nu mai erau strâns legate de o funcție oficială ce putea fi oricând revocată, ci devenise o feudă ereditară.

## Titlul de conte ca rang nobiliar
La sfârșitul Evului Mediu proprietarii multor mari teritorii feudale au fost ridicați la rangul de conte, iar denumirea oficială a devenit un titlu nobiliar. Soția contelui era contesă, iar fiii lui erau de obicei conți. Fiica necăsătorită a contelui era contesă.
Nobilimea germană a fost împărțită treptat în înaltă nobilime (Hohen Adel) și mica nobilime (Niedere Adel). Înalta nobilime includea conții ale căror teritorii de „mărime și importanță princiară” se aflau în nemijlocire imperială, având un loc și un vot în Dieta Imperială. Ei formau rangul inferior al stărilor imperiale. Simplii conți titulari (care nu posedau astfel de teritorii) aparțineau micii nobilimi. În Sfântul Imperiu Roman, titlul nobiliar de „conte/contesă” putea fi acordat doar de împărat (sau de un vicar imperial dacă tronul era vacant). Acești conții se numeau „conți imperiali” și erau împărțiți în două categorii:
- conți „conducători” aflați în nemijlocire imperială ale căror teritorii reprezentau feude. Datorită obligației de a contribui la formarea armatei imperiale, feudele imperiale ale conților (ca și  cele ale prinților și ducilor) erau numite „feude cu steag”. În 1495 când adunările curții imperiale, anterior neoficiale, au fost instituționalizate ca „Dietă Imperială”, conții din aflați în nemijlocire imperială au primit loc și vot alături de duci, de prinții laici și ecleziaști, aparținând astfel stărilor imperiale. Ei făceau parte din înalta nobilime fiind enumerați în Manualul Genealogic Gotha (Gothaischen Genealogischen Handbuch) în seria de volume (roșii) „Case princiare” în „Secțiunea a 2-a: Genealogia nobilimii germane”. Ei aveau dreptul la adresarea „Alteță Ilustră”, iar blazonul lor avea pălăria princiară peste stema lor. Titlurile Conte palatin, Landgraf și Margraf (toate derivate ale titlului de conte) aveau o semnificație aparte și nu aparțineau rangului de conte, ci rangurilor princiare.
- conți „titulari”, al căror titlul de „conte al imperiului” începând din secolul al XVI-lea a reprezentat din ce în ce mai mult doar o creștere în rang, nu exercitau nicio putere de conducere în teritoriile cu loc și vot în Dieta Imperială, și aparțineau nobilimii inferioare. Ei se aflau ca rang sub conții care primiseră titlul de la monarhi și erau mai numeroși decât aceștia. Conții titulari sunt enumerați în Manualul Genealogic Gotha în seria volumelor (verzi) „Case ale conților” împreună cu conții ridicați în rang de alți suverani. Ei aveau dreptul la adresarea „Înălțimea voastră”, iar blazonul lor avea coroana în nouă colțuri peste stema lor. Conții din nobilimea inferioară puteau avea și statut imperial direct dacă erau cavaleri imperiali; totuși, ei nu erau reprezentați în dietă și deci nici în stările imperiale.

Până la începutul secolului al XVIII-lea doar „imperiul” (adică împăratul) era singura sursă de „conți” din imperiu, ca și în Franța și Anglia. Regele Boemiei, unul dintre cei șapte principi electori, a fost singurul dintre prinții imperiali domintori căruia i-a fost permis să acorde titlul de conte în teritoriul său, această calitate fiind pierdută atunci când coroana regală a Boemiei și coroana imperială s-au aflat concomitent în posesia Casei de Luxemburg (din 1347) și apoi a Casei de Habsburg (din 1531), constituind o uniune personală pentru lungi perioade de timp. Împărații Habsburgi au fost astfel liberi să acorde fie titluri imperiale (ca împărați aleși ai Sfântului Imperiu Roman), fie titluri ereditare (pentru regatele lor Boemia și Ungaria). Abia din 1701 în noul Regat al Prusiei au fost acordate (totuși rar) ridicări în rang. Până la sfârșitul Sfântului Imperiu Roman în 1806, ceilalți prinți imperiali trebuiau să solicite împăratului acordarea titlului de conte anumitor persoane din teritoriul lor.